# Love Me Tender (film)
A Love Me Tender 1956-ban bemutatott amerikai zenés film Robert D. Webb rendezésében. Ez volt Elvis Presley első filmszerepe. A film siker volt, sok kritikus szerint az érdeklődés inkább Elvis személyének, semmint a cselekménynek szólt.  A film végén a főhős meghal, de előtte elhangzik az ominózus Love Me Tender c. dal. A filmzene ellenben ma is örökzöld, világszerte kedvelt sláger. Magyarul Korda György énekelte.